# Tara Gallaway
Tara Gallaway (Comox, 28 dicembre 1970) è un'ex cestista canadese.

## Carriera
Con il Canada ha disputato i Campionati mondiali del 1994.